# Galega battiscombei
Galega battiscombei är en ärtväxtart som först beskrevs av Baker f., och fick sitt nu gällande namn av Jan Bevington Gillett. Galega battiscombei ingår i släktet getrutor, och familjen ärtväxter. Inga underarter finns listade i Catalogue of Life.